# Wilfrid Paiement
Wilfrid Paiement (né le 16 octobre 1955 à Earlton en Ontario au Canada) est un joueur professionnel de hockey sur glace qui évolue au poste d'ailier droit.

## Carrière
Wilf Paiement est choisi 2e au total, au premier tour du repêchage amateur de la LNH 1974 par les Scouts de Kansas City. Il joue deux saisons avec les Scouts avant qu'ils soient relocalisés et deviennent les Rockies du Colorado, avec lesquels il joue jusqu'à son échange aux Maple Leafs de Toronto le 29 décembre 1979 avec Pat Hickey contre Lanny McDonald et Joel Quenneville.
Il passe les trois saisons suivantes à Toronto, avant d'être échangé aux Nordiques de Québec contre Miroslav Fryčer et un choix de 7e tour au repêchage d'entrée dans la LNH 1982 (Jeff Triano). Après cinq saisons avec les Nordiques, il est échangé aux Rangers de New York en retour de Steve Patrick. Il n'y dispute que huit rencontres ; les Sabres de Buffalo le réclament au ballotage le 6 octobre 1986. Il passe la saison avec les Sabres avant de terminer sa carrière avec les Penguins de Pittsburgh et les Lumberjacks de Cleveland de la ligue internationale de hockey en 1987-1988.

## Statistiques
| Saison     | Équipe                        | Ligue          |     | Saison régulière | Saison régulière | Saison régulière | Saison régulière | Saison régulière |    | Séries éliminatoires | Séries éliminatoires | Séries éliminatoires | Séries éliminatoires | Séries éliminatoires |
| Saison     | Équipe                        | Ligue          | PJ  | B                | A                | Pts              | Pun              | PJ               | B  | A                    | Pts                  | Pun                  |                      |                      |
| 1971-1972  | Flyers de Niagara Falls       | OHA-Jr.        | 34  | 6                | 13               | 19               | 74               | 6                | 0  | 1                    | 1                    | 17                   |                      |                      |
| 1972-1973  | Black Hawks de St. Catharines | OHA-Jr.        | 61  | 18               | 27               | 45               | 173              |                  |    |                      |                      |                      |                      |                      |
| 1973-1974  | Black Hawks de St. Catharines | OHA-Jr.        | 70  | 50               | 73               | 123              | 134              |                  |    |                      |                      |                      |                      |                      |
| 1973-1974  | Black Hawks de St. Catharines | Coupe Memorial |     |                  |                  |                  |                  | 3                | 1  | 0                    | 1                    | 17                   |                      |                      |
| 1974-1975  | Scouts de Kansas City         | LNH            | 78  | 26               | 13               | 39               | 101              |                  |    |                      |                      |                      |                      |                      |
| 1975-1976  | Scouts de Kansas City         | LNH            | 57  | 21               | 22               | 43               | 121              |                  |    |                      |                      |                      |                      |                      |
| 1976-1977  | Rockies du Colorado           | LNH            | 78  | 41               | 40               | 81               | 101              |                  |    |                      |                      |                      |                      |                      |
| 1977-1978  | Rockies du Colorado           | LNH            | 80  | 31               | 56               | 87               | 114              | 2                | 0  | 0                    | 0                    | 7                    |                      |                      |
| 1978-1979  | Rockies du Colorado           | LNH            | 65  | 24               | 36               | 60               | 80               |                  |    |                      |                      |                      |                      |                      |
| 1979-1980  | Rockies du Colorado           | LNH            | 34  | 10               | 16               | 26               | 41               |                  |    |                      |                      |                      |                      |                      |
| 1979-1980  | Maple Leafs de Toronto        | LNH            | 41  | 20               | 28               | 48               | 72               | 3                | 0  | 2                    | 2                    | 17                   |                      |                      |
| 1980-1981  | Maple Leafs de Toronto        | LNH            | 77  | 40               | 57               | 97               | 145              | 3                | 0  | 0                    | 0                    | 2                    |                      |                      |
| 1981-1982  | Maple Leafs de Toronto        | LNH            | 69  | 18               | 40               | 58               | 203              |                  |    |                      |                      |                      |                      |                      |
| 1981-1982  | Nordiques de Québec           | LNH            | 8   | 7                | 6                | 13               | 18               | 14               | 6  | 6                    | 12                   | 28                   |                      |                      |
| 1982-1983  | Nordiques de Québec           | LNH            | 80  | 26               | 38               | 64               | 170              | 4                | 0  | 1                    | 1                    | 4                    |                      |                      |
| 1983-1984  | Nordiques de Québec           | LNH            | 80  | 39               | 37               | 76               | 121              | 9                | 3  | 1                    | 4                    | 24                   |                      |                      |
| 1984-1985  | Nordiques de Québec           | LNH            | 68  | 23               | 28               | 51               | 165              | 18               | 4  | 2                    | 6                    | 58                   |                      |                      |
| 1985-1986  | Nordiques de Québec           | LNH            | 44  | 7                | 12               | 19               | 145              |                  |    |                      |                      |                      |                      |                      |
| 1985-1986  | Rangers de New York           | LNH            | 8   | 1                | 6                | 7                | 13               | 16               | 5  | 5                    | 10                   | 45                   |                      |                      |
| 1986-1987  | Sabres de Buffalo             | LNH            | 56  | 20               | 17               | 37               | 108              |                  |    |                      |                      |                      |                      |                      |
| 1987-1988  | Penguins de Pittsburgh        | LNH            | 23  | 2                | 6                | 8                | 39               |                  |    |                      |                      |                      |                      |                      |
| 1987-1988  | Lumberjacks de Muskegon       | LIH            | 28  | 17               | 18               | 35               | 52               | 5                | 0  | 2                    | 2                    | 15                   |                      |                      |
| Totaux LNH | Totaux LNH                    | Totaux LNH     | 946 | 356              | 458              | 814              | 1 757            | 69               | 18 | 17                   | 35                   | 185                  |                      |                      |